# 1795 în literatură
Anul 1795 în literatură a implicat o serie de evenimente și cărți noi semnificative.  

## Cărți noi
- Jane Austen - Lady Susan (nepublicată)
- Richard Cumberland - Henry
- William Gifford - The Maeviad
- Johann Wolfgang von Goethe - Wilhelm Meisters Lehrjahre
- Marquis de Sade - Aline and Valcour
- Thomas Spence - Spensonia